# مدرسة الفنون الجميلة

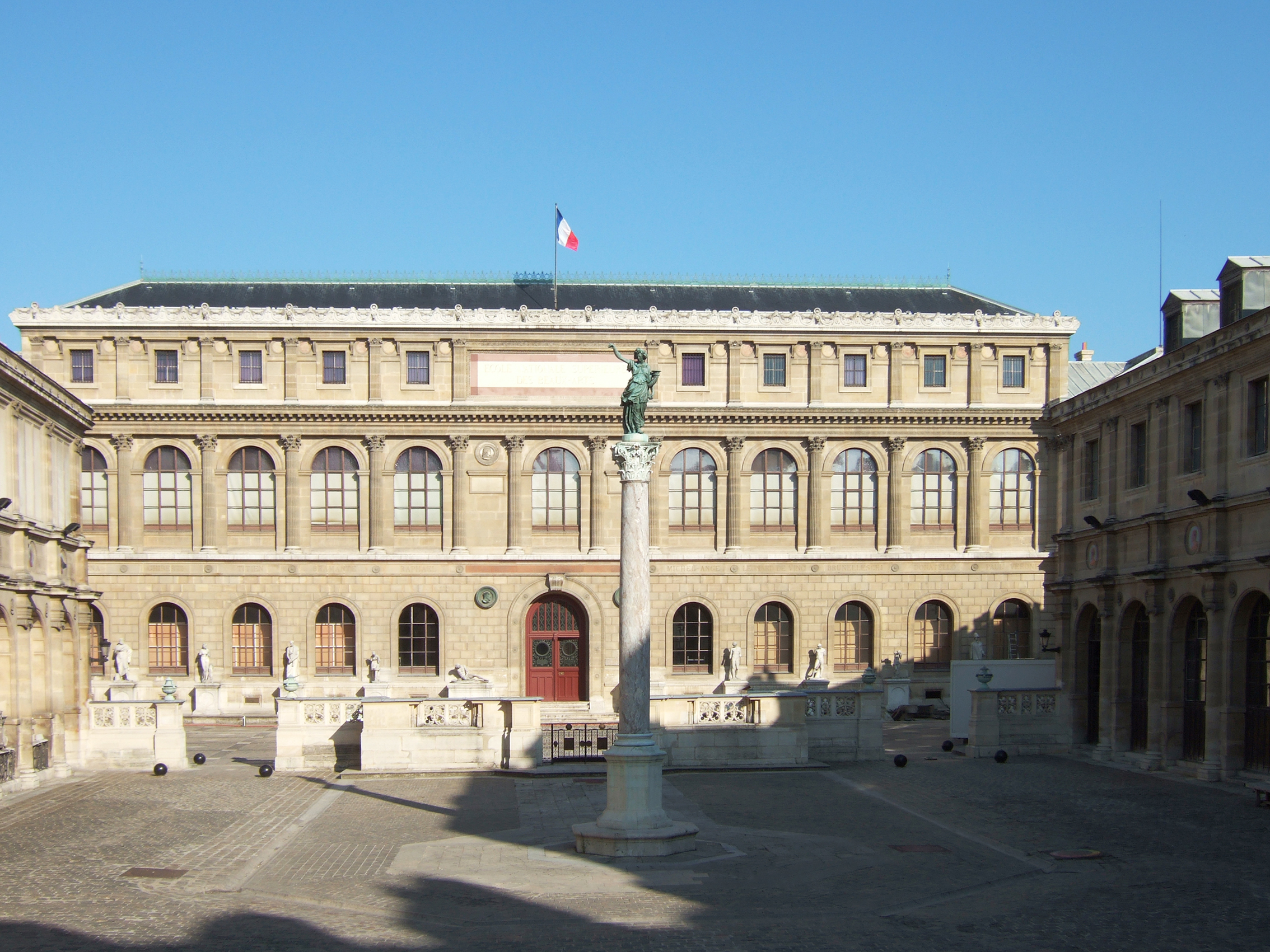
مدرسة الفنون الجميلة في باريس

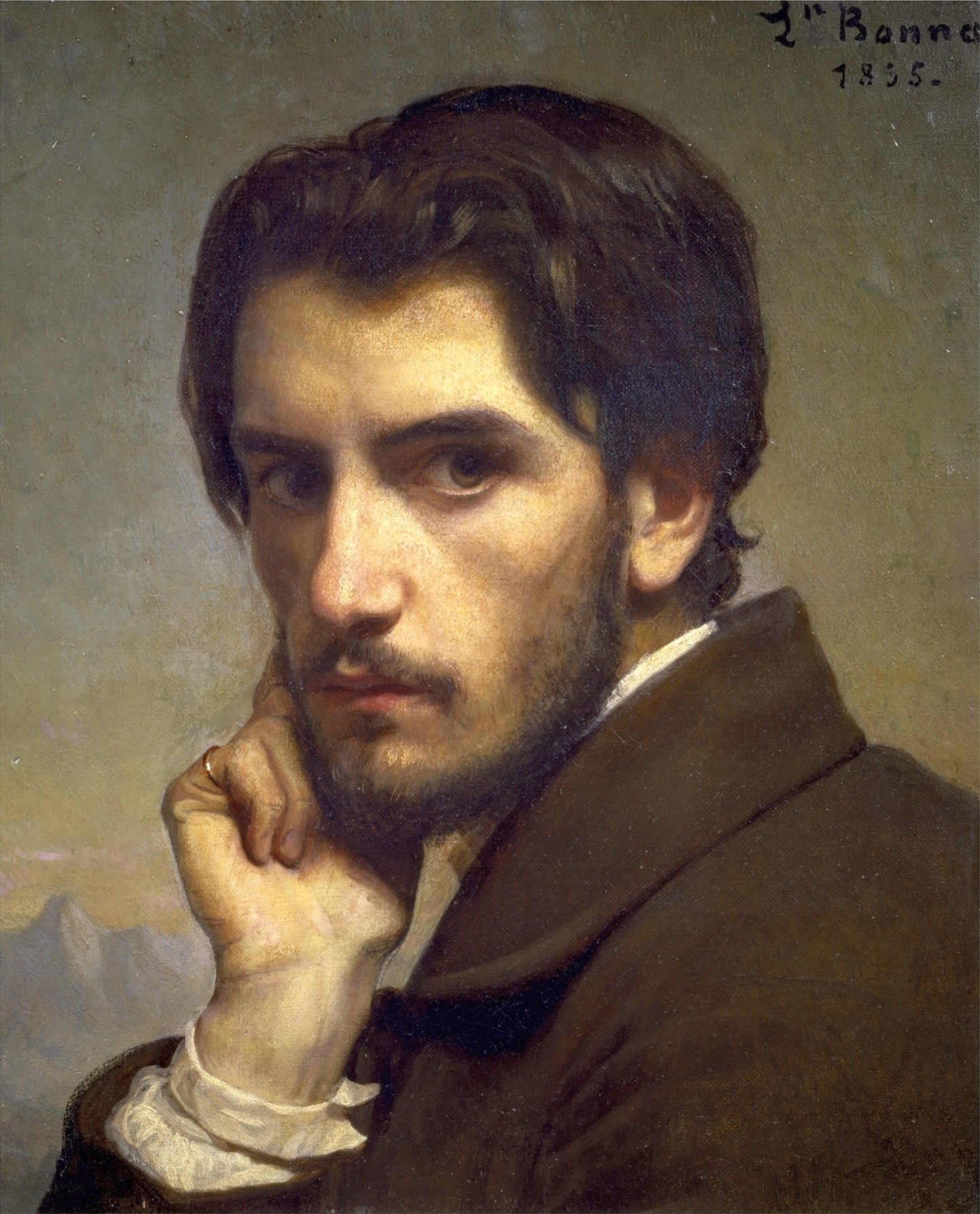
الفنان ليون بونات كان مدرساً في مدرسة الفنون الجميلة

مدرسة الفنون الجميلة في فرنسا (بالفرنسية: École des Beaux-Arts)‏ هي مدرسة تقوم بتدريس التخصصات الفنية مثل الرسم الفني، والرسم والنحت، والطباعة الحجرية، والتصوير، والتصوير التشكيلي. يقع مقرها في باريس، بفرنسا. يعود تاريخها إلى عام 1648 حين أسس جول كاردينال مازاران مدرسة، خلال نهاية القرن التاسع عشر وبداية القرن العشرين أصبحت مدرسة الفنون الجميلة تقوم بتدريس الفن المعماري.

## خريجون بارزون
- توماس شيلدز كلارك
- جيمس تيسو